# Munkedals församling
Munkedals församling är en församling i Norra Bohusläns kontrakt i Göteborgs stift. Församlingen omfattar hela Munkedals kommun i Västra Götalands län och utgör ett eget pastorat.

## Administrativ historik
Församlingen bildades 1 januari 2022 av Foss församling, Svarteborg-Bärfendals församling och Sörbygdens församling och bildar ett eget pastorat.

## Kyrkor
- Foss kyrka
- Håby kyrka
- Valbo-Ryrs kyrka
- Svarteborgs kyrka
- Bärfendals kyrka
- Krokstads kyrka
- Hede kyrka
- Sanne kyrka